# Elektroneneinfang
Elektroneneinfang (engl. electron capture) ist eine Art der Radioaktivität, bei der sich ein Atomkern in einen stabileren umwandelt, indem er ein Elektron aus einer inneren Schale (Orbital) seiner Elektronenhülle einfängt. Eines der Protonen des Kerns wird dadurch in ein Neutron umgewandelt. Dabei vermindert sich die Ordnungszahl um eins. Als Formelsymbol des Vorgangs wird EC oder der griechische Buchstabe Epsilon (ε) geschrieben.
Der Elektroneneinfang wurde 1935 von Hideki Yukawa theoretisch vorhergesagt und 1937 erstmals von Luis Walter Alvarez experimentell nachgewiesen. Der Prozess wird durch die schwache Wechselwirkung vermittelt und gehört zur Beta-Radioaktivität. Er verwandelt das jeweilige Nuklid in das gleiche Tochternuklid wie ein Beta-plus-Zerfall.
Der Elektroneneinfang spielt eine wichtige Rolle bei der Bildung von Neutronensternen.

## Beschreibung
Der Elektroneneinfang ermöglicht ebenso wie der Beta-Plus-Zerfall den Ladungserhalt bei der Umwandlung eines Protons ({\displaystyle \mathrm {p} }) in ein Neutron ({\displaystyle \mathrm {n} }). Die Massenzahl des Kerns bleibt erhalten. Auch die Leptonenzahl bleibt erhalten, denn es wird ein Elektron-Neutrino ({\displaystyle \nu _{e}}) abgegeben. Der Kern gewinnt zusätzlich die Ruheenergie des eingefangenen Elektrons ({\displaystyle \mathrm {e^{-}} }).
{\displaystyle \mathrm {p} +\mathrm {e} ^{-}\rightarrow \mathrm {n} +{\nu }_{\mathrm {e} }}
Als weiterer, alternativer Zerfallskanal kann der Beta-plus-Zerfall auftreten, bei dem kein Elektron absorbiert wird, sondern ein Positron erzeugt wird. Dies ist nur möglich, wenn die Umwandlungsenergie (die in Energie umgerechnete Differenz der Atommassen von Mutter- und Tochternuklid) mindestens 1022 keV (Ruheenergie des „überzähligen“ Elektrons im Mutteratom und des Positrons) beträgt. Umgekehrt kommt daher bei jedem Positronen emittierenden Nuklid auch Elektroneneinfang vor.
Die Elektronen der K-Schale haben die größte Aufenthaltswahrscheinlichkeit am Ort des Atomkerns. Deshalb stammt das eingefangene Elektron in ca. 90 Prozent aller Elektroneneinfänge aus dieser Schale. Diesen Elektroneneinfang bezeichnet man als K-Einfang. Der seltenere Elektroneneinfang aus höheren Schalen wird entsprechend L-Einfang bzw. M-Einfang genannt. Etwas ungenau wird „K-Einfang“ gelegentlich auch als Bezeichnung für jeden Elektroneneinfang verwendet; daher findet man anstatt EC oder {\displaystyle \epsilon } manchmal das K als Formelbezeichnung.
Die durch die Kernumwandlung frei werdende Energie ist das Äquivalent der Massenänderung des Kerns abzüglich der Bindungsenergie des eingefangenen Elektrons. Ein Teil der „gewonnenen“ Energie bleibt in manchen Fällen zunächst im durch die Umwandlung entstandenen Kern (Tochterkern) als Anregungsenergie; der Rest verteilt sich als kinetische Energie entsprechend der Impulserhaltung (siehe auch Kinematik (Teilchenprozesse)) auf das Neutrino und den Kern. Dabei erhält das Neutrino wegen seiner sehr kleinen Masse nahezu die gesamte verfügbare kinetische Energie.
Die emittierten Neutrinos zeigen daher ein diskretes Energiespektrum (Linienspektrum), je nach dem Energieniveau, in dem der Kern zurückbleibt. Geht der Kern anschließend in seinen Grundzustand über, wird die verbliebene Energie als Photon (Gammastrahlung) abgegeben.
Das durch das eingefangene Elektron entstandene Loch in der inneren Schale der Elektronenhülle wird durch ein Elektron aus einer äußeren Schale wieder besetzt. Dabei erfolgt spontane Emission eines Röntgen-Photons, oder die frei werdende Energie wird als kinetische Energie eines Auger-Elektrons abgegeben.

## Zerfallswahrscheinlichkeit
Wie die Innere Konversion wird auch der Elektroneneinfang als eine Art der Radioaktivität betrachtet. Jedoch hängt seine Wahrscheinlichkeit neben den inneren Eigenschaften des Mutterkerns auch von Verhältnissen der Hülle ab, nämlich der Aufenthaltswahrscheinlichkeit der Elektronen am Ort des Kerns. Seine Zerfallswahrscheinlichkeit und damit die Halbwertszeit kann daher durch Änderung der chemischen Bindung des Atoms etwas beeinflusst werden. Experimentell wurden Veränderungen bis zur Größenordnung Prozent beobachtet.

## Beispiele
Elektroneneinfang neben {\displaystyle \beta ^{\operatorname {+} }}-Zerfall:
{\displaystyle \mathrm {{}_{13}^{26}Al} +\mathrm {e} ^{-}\rightarrow \mathrm {{}_{12}^{26}Mg} +{\nu }_{\mathrm {e} }}
{\displaystyle \mathrm {{}_{28}^{59}Ni} +\mathrm {e} ^{-}\rightarrow \mathrm {{}_{27}^{59}Co} +{\nu }_{\mathrm {e} }}
{\displaystyle \mathrm {{}_{\ 7}^{13}N} +\mathrm {e} ^{-}\rightarrow \mathrm {{}_{\ 6}^{13}C} +{\nu }_{\mathrm {e} }}
{\displaystyle \mathrm {{}_{\ 9}^{18}F} +\mathrm {e} ^{-}\rightarrow \mathrm {{}_{\ 8}^{18}O} +{\nu }_{\mathrm {e} }}
{\displaystyle \mathrm {{}_{\ 49}^{110}In} +\mathrm {e} ^{-}\rightarrow \mathrm {{}_{\ 48}^{110}Cd} +{\nu }_{\mathrm {e} }}
Nur Elektroneneinfang, kein {\displaystyle \beta ^{+}}-Zerfall:
{\displaystyle \mathrm {{}_{\ 82}^{205}Pb} +\mathrm {e} ^{-}\rightarrow \mathrm {{}_{\ 81}^{205}Tl} +{\nu }_{\mathrm {e} }}
Bei einigen Nukliden tritt Elektroneneinfang als dritter Zerfallskanal neben {\displaystyle \beta ^{-}\!}- und {\displaystyle \beta ^{+}\!}-Zerfall auf, z. B. beim Kalium-40:
{\displaystyle \mathrm {{}_{19}^{40}K} +\mathrm {e} ^{-}\rightarrow \mathrm {{}_{18}^{40}Ar} +{\nu }_{\mathrm {e} }\quad } (Anteil: 11 %)
{\displaystyle \mathrm {{}_{19}^{40}K} \rightarrow \mathrm {{}_{20}^{40}Ca} +\mathrm {e} ^{-}+{\overline {{\nu }_{\mathrm {e} }}}\quad } (Anteil: 89 %)
{\displaystyle \mathrm {{}_{19}^{40}K} \rightarrow \mathrm {{}_{18}^{40}Ar} +\mathrm {e} ^{+}+{\nu }_{\mathrm {e} }\quad } (Anteil: 0,001 %)
Ein Sonderfall ist der doppelte Elektroneneinfang (analog zum doppelten Betazerfall). Er wurde 2019 erstmals beobachtet:
{\displaystyle \mathrm {{}_{\ 54}^{124}Xe} +2\mathrm {e} ^{-}\rightarrow \mathrm {{}_{\ 52}^{124}Te} +2{\nu }_{\mathrm {e} }}